# Vox (Fernsehsender)
Vox, Eigenschreibweise VOX, ist ein deutschsprachiger Privatsender der RTL Group mit Sitz in Köln, der aus der Westschienenkanal Film- und Fernseh GmbH & Co. KG hervorging. Diesem wurde am 20. November 1991 nach dem Satellitenstaatsvertrag (SatStV) eine Teillizenz zur Veranstaltung eines Fernsehvollprogramms gemeinsam mit der dctp erteilt. Seit dem 1. Januar 2011 hält Vox die Sendelizenz alleine; bereits seit 1999 gehört es RTL Deutschland an. Ad Alliance ist das Vermarktungsunternehmen von Vox und verkauft unter anderem die Werbezeiten.

## Geschichte

### Gründung
Der Gesellschafterkreis bestand in der Gründungsphase aus der Westdeutschen Medienbeteiligungsgesellschaft WMB (gegründet im Januar 1992 von WestLB, Stadtsparkasse Köln, Kreissparkasse Köln und Stadtwerke Köln, je 25 %) (25,1 %), Bertelsmann (über UFA; 24,9 %), Süddeutscher Verlag (20 %), Holtzbrinck-Verlag (14,5 %), dctp (11,5 %) und Mittelständische Unternehmens-Kapitalbeteiligungsgesellschaft (MUK Köln; 4 %). Die von diesen Gesellschaftern zu tragenden Anlaufverluste betrugen im ersten Geschäftsjahr 1994 knapp 390 Millionen DM. Die Geschäftsräume der WMB befanden sich seit Gründung im Januar 1992 bis zu ihrer Liquidation im Mai 2001 in der WestLB. Im November 1994 bestanden die Gesellschafter aus News German Television Holding (News Corporation; 49,9 %), Canal+ (24,9 %), UFA (24,9 %) und dctp (0,3 %).

### Start als Informationssender
Im Januar 1993 startete Vox (lateinisch vox = „Stimme“) sein Programm mit dem Anspruch, als ereignisorientierter Privatsender mit vielen Live-Sendungen im Nachrichten- und Informationsbereich den öffentlich-rechtlichen Sendern Konkurrenz zu machen und Fernsehsendungen zu gestalten, die sich durch ein ungewöhnlich hohes Niveau auszeichnen. Dazu hatte man sich führende Köpfe von öffentlich-rechtlichen Sendeanstalten geholt (u. a. Ruprecht Eser, Wibke Bruhns), von denen aber nach den schlechten Quoten keiner bei Vox blieb.
Der Sender war als sogenannte „Westschiene“ neben Nord- und Südschiene (das damalige RTLplus und Sat.1) bereits in den 1980er-Jahren als dritter großer Privatsender geplant und hatte schon lange vor seiner Existenz reservierte Satellitenplätze, die oft als Westschienenkanal oder Punkt 6 bezeichnet wurden. Der Betreiber des Senders nannte sich dementsprechend zunächst Westschienenkanal Film- und Fernseh GmbH & Co. KG, benannte sich aber später um in Vox Film- und Fernseh GmbH & Co. KG. Westschienenkanal war auch der Arbeitstitel des Senders; am 13. Mai 1992 benannte sich der neue Sender in Vox um.
Das Konzept des Senders stand unter dem Stichwort „Infotainment“ und beinhaltete in erster Linie eine Kombination aus einem Nachrichtensender mit hochaktueller Berichterstattung und verschiedenen Talkrunden. Als Programmdirektor wurde Ruprecht Eser gewonnen, der vielen Zuschauern als langjähriger Moderator des ZDF-Heute-Journals bekannt war. Teile des Programms liefert bis heute die dctp, die zusammen mit Vox bis einschließlich 2010 die Sendelizenz für ein Vollprogramm erteilt bekommen hatte. Der Sendestart wurde mit einer spektakulären Werbekampagne begleitet, zum Beispiel Plakate mit dem Werbespruch: „Täglich sterben tausende Gehirnzellen. Retten Sie den Rest.“ Zu den bekanntesten Magazinen zählten beispielsweise Canale Grande mit dem Moderator Dieter Moor und Liebe Sünde mit Matthias Frings. Beide Magazine waren konzeptionell sehr anspruchsvoll und wurden einhellig gelobt. Für die Nachrichtensendungen wurde Wibke Bruhns, 1971 als Westdeutschlands erste weibliche Nachrichtensprecherin bekannt geworden, gewonnen.
Das Konzept des Senders scheiterte jedoch; die ehrgeizig gesteckten Ziele (Einschaltquoten) konnten nicht erreicht werden. In der Zielgruppe 3+ konnte der Sender im Schnitt nur 0,3 % Marktanteil erreichen. Die Fachpresse wie Konkurrenten sprachen vom „Senden unter Ausschluss der Öffentlichkeit“.
Zudem liefen den Programmverantwortlichen die Kosten aus dem Ruder, weil weltweit ein aufwendiges Korrespondentennetz mit entsprechender fernsehtechnischer Ausstattung zu unterhalten war.
Die Gründe des Scheiterns waren vielfältig: Das Erste hatte zuvor sein Sendeschema umgestellt und sendete nahezu stündlich die Tagesschau, sodass der Bedarf für einen Nachrichtensender begrenzt war. Hinzu kam, dass für Vox neue Mitarbeiter eingestellt werden mussten, die nicht über ausreichende journalistische Erfahrung und sicheres Auftreten im Fernsehen verfügten. Die Vielzahl eigenproduzierter Sendungen schon zum Sendestart konnte vorher nicht auf Zuschauerakzeptanz getestet werden, und der Sender hatte keinen Zugriff auf zuschauerträchtige Spielfilme und Serien.
Wenige Monate nach Sendestart ließ Vox die Möglichkeit ungenutzt, sich durch die Russische Verfassungskrise 1993 als Sender mit Nachrichtenkompetenz zu profilieren. Man zitierte lediglich Meldungen der Nachrichtenagenturen, teilweise sogar aus der ARD, die mit mehreren Korrespondenten vor Ort war und fast rund um die Uhr berichtete.

### Übergangsphase
Im September 1993 wurde die Programmstruktur von Vox radikal geändert. Bestimmten bis dahin vor allem noch Eigenproduktionen das Bild und die Programmstruktur, die fast zu jeder vollen Stunde Nachrichten bot, dominierten von nun an vor allem US-amerikanische Fernsehserien und Filme, welche zuvor verpönt waren. Als erstes wurde Cannon ins werktägliche Vorabendprogramm genommen, später folgten weitere Serien wie Airwolf, Sledge Hammer! und andere. Viele Eigenproduktionen verschwanden im Spätsommer 1993 vom Bildschirm und wurden durch andere Inhalte, besonders Serien und Spielfilme, ersetzt. Das frühere Jugendmagazin des DFF und danach bei RTL gesendete Elf99 wurde fortan wochentags um 17:15 Uhr ausgestrahlt. Auch stand der Live-Sport im Fokus der Neuausrichtung. So wurden im August 1993 die US-Open exklusiv bei Vox ausgestrahlt. Im Zuge der Programmänderungen und die Fokussierung auf neue Programminhalte erfolgten erste Entlassungen, und auch erste Gerüchte über die Einstellung des Sendebetriebs wurden laut, weil dieser Kraftakt der Neupositionierung enorme Kosten verursachte.
Nach dem Ausstieg der Süddeutschen Zeitung aus dem Projekt Vox war außer dem Anteilseigner Bertelsmann niemand mehr bereit, die hohen Programmkosten weiter zu finanzieren. Und auch Bertelsmann zog im März 1994 die Notbremse und erklärte, wenn bis 31. März kein neuer Investor gefunden werde, würde Vox liquidiert und der Sendebetrieb eingestellt.
Obwohl sich der Sender tatsächlich ab dem 1. April 1994 in Liquidation befand, blieb er jedoch auf Sendung, allerdings nur mit einem Notprogramm, welches fast nur noch aus Filmen und Serien sowie Programmen der dctp bestand. Während noch zu Beginn der Liquidation zunächst sogar noch Eigenproduktionen im Programm waren (z. B. Canale Grande), wurden diese bis Ende April 1994 stark zurück gefahren. Lediglich die eigenproduzierte Sendung Liebe Sünde blieb zunächst noch im Programm und wurde nach deren Wechsel zu ProSieben einige Wochen später durch Wa(h)re Liebe abgelöst. Auch die Nachrichten, das eigentliche Herzstück des Senders, wurden ab dem 1. April 1994 nicht mehr eigenständig verantwortet, sondern nunmehr von der dctp (Spiegel TV) produziert. Während dieser Zeit wurde auch das bisherige Logo nicht mehr verwendet, sondern auf eine modifizierte Fassung zurückgegriffen, bei welchem die Buchstaben V und X nunmehr vollständig sichtbar waren. Dieses Logo wurde nach Beendigung der Liquidation wieder aufgegeben und man kehrte zum ursprünglichen Corporate Design zurück. Zeitweise wurden in dieser Phase zudem viele Werbeblöcke ausschließlich mit Eigenwerbung gesendet, da offensichtlich keine Buchungen vorlagen. Branchenintern wurde auch offen über Gratis-Spots geredet, die Vox ausstrahlte, um Aufträge vorzutäuschen. Um die Kosten niedrig zu halten, wurden Filme im Abstand weniger Wochen mehrfach wiederholt. Deutlichstes Beispiel war der Spielfilm Der lange Tod des Stuntman Cameron, bei dem die ab dem 5. September 1994 eingesetzte Kopie der Abtastung immer stärkere Bildstörungen aufwies. Nachdem Ende Juni 1994 im Zuge der Liquidation der Medienkonzern CLT beabsichtigte, 24,9 % der Anteile an Vox zu übernehmen, war geplant, den Sender unter dem Namen RTL 3 neu zu starten. Diese Pläne wurden jedoch nicht umgesetzt.
Mit dem Scheitern des ursprünglichen Sendekonzepts von Vox wurde klar, dass die Gründerzeit im Privatfernsehen zu Ende war und die großen Marktanteile vorerst verteilt waren. Danach gegründete Sender waren Sparten- und Regionalprogramme oder kleinere Sender für die Zweitverwertung von Wiederholungen. Manfred Lahnstein, in der Bertelsmann AG seit 1983 als Vorstand verantwortlich für den Bereich Elektronische Medien (RTL-Gruppe) wurde 1994 von seinem Posten abberufen. Als für elektronische Medien zuständiger Bertelsmann-Vorstand und Vorsitzender des Vox-Beirates galt Lahnstein als hauptverantwortlich für das Scheitern des ambitioniert gestarteten TV-Senders Vox.

### Neues Konzept als Unterhaltungssender
Am 1. November 1994 gelang es Bertelsmann, einen neuen Investor für Vox zu finden. Rupert Murdochs Newscorp übernahm die Mehrheitsanteile an Vox. Es folgte ein vollständiger Neustart des Senders und des Programms.
Die neue Geschäftsführung verwarf das alte Konzept und richtete binnen kürzester Zeit das bisherige Programm mehr auf Unterhaltung aus. Vox hatte jetzt durch Murdoch Zugang zu neuesten Produktionen von 20th Century Fox und konnte amerikanische TV-Serien zeigen, teilweise auch in Erstausstrahlung. Aufwändig beworbene Serien waren beispielsweise Space 2063 und Ally McBeal; die letztgenannte wurde zu einem Überraschungshit.
Vox gewann an Profil, als es den Schwerpunkt auf Reise-, Natur- und Tierdokumentationen legte, z. B. mit Voxtours, ein Reisemagazin mit Judith Adlhoch. Bekanntestes Aushängeschild war jedoch ein Jahrzehnt lang die Erotik-Sendung Wa(h)re Liebe, die als Moderatorin die Kunstfigur Lilo Wanders bekannt machte. Am späten Abend wurde weiterhin eine Vielzahl von (u. a. politischen) Magazinsendungen ausgestrahlt.
Heute zeigt der Kölner Sender vielfältige Dokumentationen und Reportagen, wie Die große Samstags-Dokumentation, hat viele aktuelle US-Serien, Spielfilm-Highlights sowie Eigenformate aus den Bereichen Kochen, Tiere und Doku-Soaps sowie die für den Deutschen Fernsehpreis nominierte Musik-Casting-Show X Factor im Programm.
Mit Serien wie CSI: NY und Criminal Intent – Verbrechen im Visier in der Hauptsendezeit setzt Vox besonders auf das Genre Krimi. Diese Formate gehören heute zur besten Sendezeit zu den Vox-Programmhöhepunkten. Ergänzt wurden sie in der Folge unter anderem um US-Serien wie Boston Legal, Lie to Me, Burn Notice, Leverage und The Closer.
Erfolgreiche Eigenproduktionen bei Vox sind unter anderem Menschen, Tiere & Doktoren, auto mobil, Der V.I.P. Hundeprofi, Goodbye Deutschland! Die Auswanderer, hundkatzemaus, Prominent!, Ab ins Beet!, Die Küchenchefs, mieten, kaufen, wohnen und das mit dem Deutschen Fernsehpreis ausgezeichnete Vorabendformat Das perfekte Dinner.

### Zugehörigkeit zur RTL Group
Am 23. Dezember 1999 übernahm die CLT-Ufa Luxemburg Murdochs Anteil von 49,9 % an Vox zum Preis von 650 Millionen DM und wurde dadurch mit 74,8 % zum Mehrheitsgesellschafter. Die RTL Group, die zum Bertelsmann-Konzern gehört, erwarb im Jahr 2000 auch den Anteil der Canal+ am Sender in Köln-Ossendorf, wodurch Vox nunmehr zu 99,7 % der RTL Group gehört. Im Mai 2000 übernahm die IP Deutschland die Vermarktung der Werbezeiten des Senders.
Seit 2000 hat sich Vox kontinuierlich entwickelt und zunächst die direkten Konkurrenten kabel eins und RTL II in der Zuschauergunst überholt. Damit wurde Vox der erfolgreichste Sender der sogenannten „2. Generation“. 2016 gelang es dem Sender sogar, die langjährige Nummer 3 der Privatsender, ProSieben, zu überholen und nahm erstmals dessen Platzierung ein.
Ein Zuschauerrekord von 3,77 Millionen wurde am 8. April 2004 erreicht, als Titanic gezeigt wurde. Selbst der Muttersender RTL hat die bei Vox vorher sehr erfolgreiche US-Serie CSI: Miami in sein Programm übernommen und holte im November 2006 die US-Serie CSI ebenfalls vom Schwestersender weg.
Von 2005 bis 31. Januar 2013 war Frank Hoffmann Geschäftsführer von Vox. Er löste Anke Schäferkordt von ihrem jahrelangen Posten ab, die als Geschäftsführerin zu RTL wechselte.
Vom 1. Februar 2013 bis Juni 2019 war Bernd Reichart Geschäftsführer von Vox. 
Seit Juli 2019 ist Sascha Schwingel Geschäftsführer von Vox.

### Neuaufstellung 2009
Im März 2009 kündigte der Sender Umbaumaßnahmen an und stellte die eigenproduzierten Reisemagazine Wolkenlos und Voxtours ein. Im Juli 2009 reduzierte der Sender seine Spielfilm- und Serienredaktion erheblich. Die Sparte verlor ihre leitende Position und wurde der Programmdirektion von Vox zugeordnet. RTL übernahm die anfallenden Synchronisationsaufgaben. Jugendschutzangelegenheiten wurden dem Aufgabenfeld der Vox-Geschäftsleitung zugeordnet. Seit dem 1. November 2009 überträgt Vox zusammen mit RTL die Ausstrahlung in HDTV über die kostenpflichtige Plattform HD+ des Satellitenbetreibers SES Astra. Seit dem 10. August 2010 sendet Vox aus dem mit RTL gemeinsam geführten Sendezentrum, den Rheinhallen in Köln-Deutz.

### Marktanteile
Im Jahr 2014 erreichte Vox einen durchschnittlichen Jahresmarktanteil von 6,9 % (14 bis 49 Jahre) und 6,7 % (14 bis 59 Jahre). Der höchste durchschnittliche Jahresmarktanteil mit 7,9 Prozent bei den 14- bis 49-Jährigen erreichte Vox im Jahr 2007. Der höchste durchschnittliche Jahresmarktanteil mit 7,5 Prozent bei den 14- bis 59-Jährigen erreichte Vox in den Jahren 2007 und 2012.
Die Marktanteile der Zuschauer:
| Jahr | ab 3 Jahre | 14–49 Jahre | 14–59 Jahre |
| ---- | ---------- | ----------- | ----------- |
| 1993 | 01,1 %     | 01,3 %      | 01,3 %      |
| 1994 | 02,0 %     | 02,4 %      | 02,3 %      |
| 1995 | 02,6 %     | 02,8 %      | 02,9 %      |
| 1996 | 03,0 %     | 03,6 %      | 03,5 %      |
| 1997 | 03,0 %     | 03,9 %      | 03,7 %      |
| 1998 | 02,8 %     | 03,7 %      | 03,4 %      |
| 1999 | 02,8 %     | 03,9 %      | 03,6 %      |
| 2000 | 02,8 %     | 03,9 %      | 03,6 %      |
| 2001 | 03,1 %     | 04,3 %      | 03,9 %      |
| 2002 | 03,3 %     | 04,7 %      | 04,2 %      |

| Jahr | ab 3 Jahre | 14–49 Jahre | 14–59 Jahre |
| ---- | ---------- | ----------- | ----------- |
| 2003 | 03,5 %     | 05,0 %      | 04,5 %      |
| 2004 | 03,7 %     | 05,5 %      | 05,0 %      |
| 2005 | 04,2 %     | 06,4 %      | 05,7 %      |
| 2006 | 04,8 %     | 07,1 %      | 06,5 %      |
| 2007 | 05,7 %     | 07,9 %      | 07,5 %      |
| 2008 | 05,4 %     | 07,5 %      | 07,1 %      |
| 2009 | 05,4 %     | 07,5 %      | 07,2 %      |
| 2010 | 05,6 %     | 07,7 %      | 07,4 %      |
| 2011 | 05,6 %     | 07,3 %      | 07,2 %      |
| 2012 | 05,8 %     | 07,7 %      | 07,5 %      |

| Jahr | ab 3 Jahre | 14–49 Jahre | 14–59 Jahre |
| ---- | ---------- | ----------- | ----------- |
| 2013 | 05,6 %     | 07,6 %      | 07,4 %      |
| 2014 | 05,2 %     | 06,9 %      | 06,7 %      |
| 2015 | 05,2 %     | 06,6 %      | 06,6 %      |
| 2016 | 05,2 %     | 07,0 %      | 06,8 %      |
| 2017 | 05,1 %     | 07,2 %      | 06,8 %      |
| 2018 | 04,8 %     | 06,9 %      | 06,3 %      |
| 2019 | 04,8 %     | 07,0 %      | 06,4 %      |
| 2020 | 04,6 %     | 06,7 %      | 06,1 %      |
| 2021 | 04,5 %     | 06,7 %      |             |
| 2022 | 04,7 %     | 06,7 %      |             |

| Jahr | ab 3 Jahre | 14–49 Jahre | 14–59 Jahre |
| ---- | ---------- | ----------- | ----------- |
| 2023 | 04,7 %     | 06,7 %      | 06,2 %      |
| 2024 | 04,3 %     | 05,9 %      | 05,5 %      |

## Programm
Das Programm ist stark von US-Importen geprägt. Wochentags werden vorrangig erfolgreiche US-Serien, aber auch Serien aus anderen Ländern gezeigt.
Seit 2014 produziert Vox eigene fiktionale Fernsehserien. Während die erste eigenproduzierte fiktionale Fernsehserie des Senders Einfach unzertrennlich 2014 erfolglos blieb, ist die Ausstrahlung der zweiten Fernsehserie Club der roten Bänder seit 2015 erfolgreich. Sie wurde mit mehreren nationalen und internationalen Fernsehpreisen ausgezeichnet. Eine weitere Fernsehserie mit dem Titel Milk & Honey wurde 2018 ausgestrahlt.
Fester Bestandteil des Nachtprogrammes ist die Serie Medical Detectives – Geheimnisse der Gerichtsmedizin, die regelmäßig sehr hohe Einschaltquoten holt, teilweise bis zu 20 %, was für den Sender normalerweise eher untypisch ist.

### Magazine und Unterhaltung
Fester Bestandteil des Senders sind oder waren unter anderem Sendungen wie
- Die große Samstags-Dokumentation
- Spiegel TV Extra
- Süddeutsche Zeitung TV
- Wohnen nach Wunsch
- Das perfekte Dinner
- Die Kocharena
- Goodbye Deutschland
- Ab ins Beet! Die Garten-Soap
- Hot oder Schrott – Die Allestester
- auto mobil
- Prominent!
- Auf und Davon
- Menschen, Tiere & Doktoren
- Endlich Zuhause!
- Kocharna
- Grill den Henssler
- Die Autodoktoren
- Verklag mich doch!
- Unser erstes Restaurant
- Der Hundeprofi mit Martin Rütter
- hundkatzemaus
- Die Beet-Brüder
- Detlef muss reisen
- X Factor (Castingshow)
- Schneller als die Polizei erlaubt
- Mieterzoff
- Das perfekte Model
- Shopping Queen
- Promi Shopping Queen
- mieten, kaufen, wohnen
- 4 Hochzeiten und eine Traumreise
- Mein himmlisches Hotel
- Ab in die Ruine!

Regelmäßig wurden Reportagen von BBC Exklusiv ausgestrahlt und verschiedene Vox-Themenabende gestaltet.

### Nachrichten
In den Anfangsjahren des Senders wurde die Hauptnachrichtensendung Welt-Vox von Wibke Bruhns moderiert, die Anfang der 1970er Jahre die erste Nachrichtenmoderatorin im öffentlich-rechtlichen Rundfunk war. Ab 1994 gab es nur noch eine Nachrichtensendung, die von Montag bis Freitag um 18 Uhr ausgestrahlt wurde. In der Folgezeit wurden die Nachrichten lange von Spiegel TV produziert, wodurch der Sender in dieser Hinsicht unabhängig von der RTL-Gruppe blieb. Die Redaktion teilte man sich hierbei mit dem direkt zum Spiegel gehörigen Sender XXP.
Seit Februar 2007 lässt Vox seine Nachrichten von RTL News GmbH produzieren; das Video-Material teilt man sich jetzt mit den anderen RTL-Sendern. Seitdem werden die Nachrichten nicht mehr von einem Moderator, sondern durch einen Off-Sprecher präsentiert. Die Präsentation folgt einem in Deutschland bisher neuartigen Konzept eines geteilten Bildschirms („Split-Screen“) mit zusätzlichen Informationseinblendungen während der gesprochenen Anmoderationen; ein Verfahren, wie es bereits von einigen US-Sendern praktiziert wird.
Montags bis freitags sendet Vox fünfminütige Kurznachrichten gegen 11 Uhr und eine 20 Minuten lange Spätausgabe gegen Mitternacht. Samstags und sonntags strahlt der Sender keine Nachrichten aus.

### Kochshows
Vom 1. September 1997 bis zum 27. August 2005 moderierte Britta von Lojewski die Sendung Kochduell. Vom 1. März 2004 bis zum 24. August 2007 sorgte Tim Mälzer in der werktäglichen Show Schmeckt nicht, gibt’s nicht für gute Quoten. Seine Nachfolgesendung Born To Cook im Abendprogramm erfüllte dagegen die Erwartungen nicht und wurde nach sechs Folgen wieder eingestellt. Mälzers bis heute erfolgreiches Format ist Kitchen Impossible, das seit 2014 läuft und den Deutschen Fernsehpreis 2017 und 2018 in der Kategorie Bestes Factual Entertainment gewann. Seit März 2006 besteht die ebenfalls mit dem Deutschen Fernsehpreis ausgezeichnete Sendung Das perfekte Dinner. Aus der früheren Sendung Die Kocharena entstand die aktuelle Show Grill den Henssler; sie wird seit 2017 auf Vox ausgestrahlt und gewann 2015 einen Bambi.

### Tiermagazine
Vox sendet eine ganze Reihe von Tiermagazinen:
- hundkatzemaus
- Menschen, Tiere & Doktoren
- Wildes Wohnzimmer
- Wildes Kinderzimmer
- Der Hundeprofi
- Die Pferdeprofis

### Animes
Der Sender hat häufiger im Rahmen einer dctp-Programmschiene auch Anime-Serien ausgestrahlt, welche jedoch in Form von sogenannten Specials am Stück gesendet wurden. 1999 war Vox der erste Sender, welcher Animes für ein älteres Publikum ausstrahlte. 2007 hat man dieses Programm das letzte Mal ausgestrahlt.

## Empfang
VOX ist terrestrisch über die DVB-T2-Plattform Freenet TV, sowie im Kabelfernsehen (DVB-C) und über Satellit (DVB-S und DVB-S2) und im Internet über IPTV-Plattformen empfangbar.

## Senderlogos

Erstes Logo von Vox
Logo während des Notbetriebs 1994
Logo von 2002 bis 2004
Logo bis 10. September 2013
Logo seit 11. September 2013

Logos mit HD-Hinweis

Bis 10. September 2013
Bis April 2018
Ab April 2018

Abgesehen von kleineren Veränderungen und Modernisierungen hat sich das Logo in seiner Grundform seit 1993 nicht geändert (vgl. obige Galerie). Das Cornerlogo ist seit Sendestart in Grautönen und transparenten Ansätzen gehalten. Eine Ausnahme hierbei bildet der 14. Juli 2014, als das Logo in den Farben der deutschen Flagge gehalten wurde, als Anerkennung des 4. Weltmeistertitels der deutschen Fußballnationalmannschaft bei der Fußball-Weltmeisterschaft 2014. Ab 0:00 Uhr war jeweils ein Drittel des Logos für 24 Stunden in schwarz, rot und gelb gehalten.

## VOXup
Am 1. Dezember 2019 startete der Sender VOX den Spartensender VOXup. Der neue Sender der unter anderem Wiederholungen vom Muttersender zeigt, auch frühere Sendungen die bei VOX in den 2000ern ausgestrahlt wurden, sollen auf VOXup laufen. VOXup bekam den Sendeplatz von VOX CH.